# دستور الأدوية

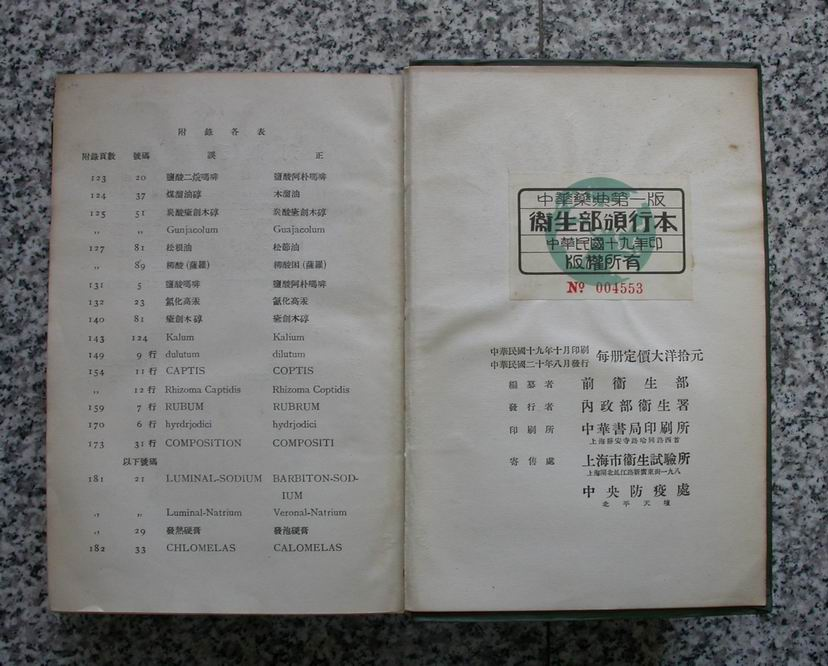
دستور الأدوية الصيني

الأَقْرَباذين أو دستور الأدوية والعقاقير أو دستور الصيدلة (بالإنجليزية: Pharmacopoeia)‏ ويترجم حرفيًا إلى فارماكوبيا، هو عبارة عن كتاب يحتوي على جميع الأدوية المسموح باستخدامها بالإضافة إلى صفاتها وخصائصها وطرق تحضيرها، يتم إصدارها من المؤسسات الصحية الرسمية في الدول.

## مقدمة
الاسم المرادف أقرباذين ؛ هو الكتاب الرسمي الذي تصدره الحكومة، أو أي هيئة تخولها الحكومة إصداره تكون له صفة القانون، و يشمل الأدوية الهامة ومفرداتها، بما في ذلك تعريف كل منها، مواصفاتها، اختبارات التعرف عليها، اختبارات درجة تفاوتها، طرق معايرتها وتحضيرها، ومقاديرها عند الاستعمال. و يعتبر مرجعا معتمدا لكل ما يتعلق بالأدوية والتحضيرات الصيدلانية.
صدر أول دستور طبي من هذا القبيل في عام 1564 في نورمبرغ، ألمانيا، تلاه آخر في لندن، إنكلترا، أصدرته كلية الأطباء عام 1618 وثالث في أدنبرة، سكوتلندا 1699 ورابع في دبلن إيرلندا 1807. وصدر عام 1864 أول دستورٍ بريطاني للأدوية ليحل محلها. وفي الولايات المتحدة صدر أول دستور عام 1830. وقد أصدرت منظمة الصحة العالمية دستوراً للأدوية عام 1951.
وجدير بالذكر أن كتب الطب العربية في العصور الإسلامية لم تخل من سرد مواصفات بل وزراعة وقطف الأدوية المتوفرة حسب الأبجدية، أي ما يساوي دستور للأدوية في العصر الحديث
يوجد في العالم العديد من دساتير الأدوية، أشهرها البريطاني والأمريكي والأوربي والياباني
لايسمح بفتح صيدلية أو أي مكان عمل صيدلاني دون أن يكون فيها دستور أدوية، وبالعادة تحتوي الصيدليات على دستور بريطاني والمصانع على أمريكي، لأن الأمريكي يركز على التصنيع أكثر من تركيزه على خصائص وصفات المواد

## الأصل اللغوي
اشتقت من الكلمة اليونانية «فارماكوبيا» φαρμακοποιΐα (pharmakopoiia)وهي تتكون من 3 كلمات الأولى φαρμακο- (pharmako-) فارماكو وتعني دواء متبوع بالفعل اليوناني ποι- (poi-) بوي الذي يعني اصنع وأخيراً تنتهي ب -ια (-ia) يا للفعل المضارع، فتصبح تعني صنع الأدوية

## تاريخياً
تعد بردية إدوين سميث التي كتبها الفراعنة بالإضافة لكتاب ماتيريا ميديكا مواد طبية الإغريقي من أقدم الكتابات التي وجدت تتحدث عن الأدوية وتصنيعها.
كما يعد كتاب القانون في الطب لابن سينا من أوائل دساتير الأدوية في العالم، بالإضافة لأعامل لابن زهر وابن البيطار
تم إصدار أول نسخة من دستور الأدوية البريطاني دستور الأدوية البريطاني بأمر من الملك هنري الثامن وتم النشر في 1618. أحدث نسخة هي نسخة 2008
أما دستور الأدوية الأمريكي دستور الأدوية الأمريكي فبدأ عام 1820
أصدرت منظمة الصحة العالمية مؤخراً دستور الأدوية العالمي.

## وصلات خارجية
- دستور الأدوية العالمي